# Municipio de Columbia (condado de Gibson)
El municipio de Columbia (en inglés: Columbia Township) es un municipio ubicado en el condado de Gibson en el estado estadounidense de Indiana. En el año 2010 tenía una población de 3830 habitantes y una densidad poblacional de 47,65 personas por km².

## Geografía
El municipio de Columbia se encuentra ubicado en las coordenadas 38°20′8″N 87°21′42″O / 38.33556, -87.36167. Según la Oficina del Censo de los Estados Unidos, el municipio tiene una superficie total de 80.38 km², de la cual 78,96 km² corresponden a tierra firme y (1,77 %) 1,42 km² es agua.

## Demografía
Según el censo de 2010, había 3830 personas residiendo en el municipio de Columbia. La densidad de población era de 47,65 hab./km². De los 3830 habitantes, el municipio de Columbia estaba compuesto por el 97,42 % blancos, el 0,29 % eran afroamericanos, el 0,29 % eran amerindios, el 0,44 % eran asiáticos, el 0,52 % eran de otras razas y el 1,04 % eran de una mezcla de razas. Del total de la población el 1,59 % eran hispanos o latinos de cualquier raza.